# Süchbaatar (distrikt i Süchbaatar)
Süchbaatar är ett distrikt i Mongoliet.   Det ligger i provinsen med samma namn, i den östra delen av landet, 500 km öster om huvudstaden Ulaanbaatar.